# Kostilnîkî, Buceaci
Kostilnîkî (în ucraineană Костільники) este o comună în raionul Buceaci, regiunea Ternopil, Ucraina, formată numai din satul de reședință.

## Demografie
Componența lingvistică a comunei Kostilnîkî
     Ucraineană (100%)
Conform recensământului din 2001, toată populația comunei Kostilnîkî era vorbitoare de ucraineană (100%).